# Pseudanthias taira
Pseudanthias taira är en fiskart som beskrevs av Schmidt, 1931. Pseudanthias taira ingår i släktet Pseudanthias och familjen havsabborrfiskar. Inga underarter finns listade i Catalogue of Life.